# Xesús Manuel Valcárcel
Jesús Manuel Valcárcel López, nado em Lugo em 1955, é um escritor galego, irmão de Xulio López Valcárcel também escritor.

## Trajetória
Licenciou-se em Filologia hispánica pela Universidade de Santiago de Compostela e é catedrático de Língua galega e Literatura. Tem desempenhado diferentes atividades na administração educativa.
Entrou, com o seu irmão Xulio, no coletivo poético Cravo Fondo em 1977. É promotor da teoria filosófica do sentimentalismo.

## Obra em português

### Poesía
- Luz de sombra, 2017

### Ensaio
- Sentimentalismo. Federación Ibérica Democrática (FID), 2015
- Sentimentalismo. Proposta Lingüística, 2016

## Obra em galego

### Poesia
- Trânsito, 1984, Galaxia.
- Emaín, 1985, Coordenadas. (Prêmio Celso Emilio Ferreiro)
- Rosa clandestina, 1988, Sotelo Blanco. (Prêmio Leliadoura)
- Areias do fundo, 1992, Edições do Castro.
- A porta de lume, 1992, Sociedade de Cultura Valle-Inclán. (Prêmio Esquío)
- Manual para aprendices, 1993.
- Aurum, 1996, Sons Galiza. Reeditado em 2010 em Editora Bubela.[4]
- Monte do Cerveiro, 2006, Editorial Bubela.
- Tratado de amor universal, 2006, Editorial Bubela.
- Tensão nuclear, 2007, Editorial Bubela.
- Casa do poder, 2009, Editorial Bubela.
- Como há que viver?, 2009, Editorial Bubela.
- Dom da profecia, 2009, Editorial Bubela.
- Panfleto contra adversos, 2013, Editorial Bubela.

### Narrativa
- Contos nocturnos, 1985, Galaxia.
- O capitão lobo preto, 1995, Galaxia. (Prêmio da Crítica Espanhola)
- Matar o tempo, 1995, Gerais.
- Os olhos da #sentinela, 1997, Galaxia.
- Os grandes carvalhais, 1998, Galaxia.

### Ensaio
- Normalização e currículo: possibilidades interdisciplinares, 1993, Xunta de Galicia.[5][6]
- Animal sentimental, 1997, Ir Indo.
- Dialéctica sentimental, 1997, Ir Indo.
- Prática sentimental, 1997, Ir Indo. Estas três obras foram traduzidas para o castelhano como Trilogía sentimental no 2009, publicado por Editora Bubela.
- Manifesto sentimentalista. Movimento de vanguarda artística e literária, 2006, Editora Bubela.
- A arte da libertação pessoal, 2010, Editora Bubela.
- O grão saber, 2010, Editora Bubela.
- Rebelde stil novo: fundamentos teóricos do SENTIMENTALISMO. Terceiro manifesto, 2010, Editora Bubela.
- Aprendizagem SENT, 2011, Editora Bubela.
- Um novo caminho a Compostela: a via sentimentalista, 2011, Editora Bubela.
- Organização, estratégia e símbolos do sentimentalismo, 2011, Editora Bubela.
- Que é o sentimentalismo? Ideário básico, 2014, Editora Bubela.

### Debuxos e artes plásticas
- Sete por sete, 2012, Editorial Bubela.

### Obras coletivas
- Cravo Fondo, 1977, Follas Novas.
- O relato breve. Escolma de uma década (1980-1990), 1990, Galaxia.
- Escolma de poesia galega (1976-1984), 1984, Sotelo Blanco.
- Poemas e contos da muralha, 2001, A Nosa Terra.
- Matéria prima. Relatos contemporâneos, 2002, Xerais.
- Narradio. 56 histórias no ar, 2003, Xerais.

## Prêmios
- Prêmio Leliadoura no 1988, por Rosa clandestina.
- Prêmio Esquío de poesia no 1991, pela Porta de Lume.
- Prêmio da Crítica espanhola no 1995, pelo capitan Lobo Negro.

## Obra em castelhano
- Pulsando la ciudad atormentada, 1975, edição do autor, Lugo.